# قياس ضوئي فلكي

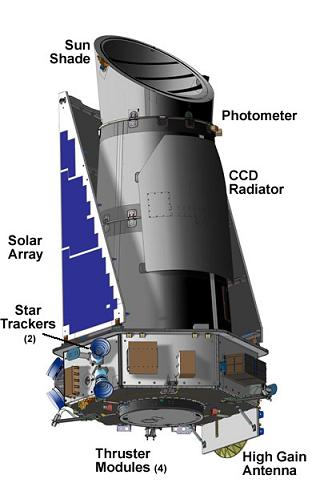

القياس الضوئي الفلكي أو المضوائية، ومعناها بالإنجليزية Photometry –وهي مشتقة من كلمة photo والتي تعني (ضوء) وكلمة metry والتي تعني (قياس)، وكلاهما كلمتان من اللغة اليونانية. وهي تقنية تستخدم في علم الفلك تهتم بقياس دفق أو شدة الضوء الذي يشع من الجرم الفلكي. ويُقاس الضوء عن طريق التلسكوب (المقراب) باستخدام فوتوميتر (مضواء)، والذي يُصنع عادة باستخدام أدوات إلكترونية كـ فوتوميتر CCD أو فوتوميتر الكتروضوئي، والذي يحول الضوء إلى تيار الكتروني بوساطة المفعول الكهرضوئي. وعندما يُعيّر الفوتوميتر لقياس ضوء النجوم المعيارية (أو أي منابع ضوئية أخرى) معروفة الكثافة واللون، بإمكاننا قياس شدة سطوع الجسم السماوي أو قدره الظاهري (مقدار لمعان الجرم).
تعتمد الطريقة المستخدمة في إجراء القياس على نظام طول الموجة المدروسة. ففي الحالة الأساسية، يتم إجراء القياس عن طريق تجميع الضوء وإمراره خلال مرشحات (فلاتر) النطاق العالي البصرية الخاصة بالقياس الضوئي الفلكي، ثم التقاط وتسجيل الطاقة الضوئية باستخدام أداة حساسة ضوئياً. تُصنع المجموعة القياسية من النطاق العالي (والتي تُدعى نظام القياس الضوئي الفلكي) كي تسمح بإجراء مقارنة دقيقية للمشاهدات. وهناك تقنية أكثر تطوراً تدعى Spectrophometry تُقاس بوساطة مطياف بصري، وترصد كلاً من كمية الإشعاع وتوزع الطيف بشكل مفصل.
يُستخدم القياس الضوئي أيضاً في رصد النجوم المتغيرة  باستخدام عددٍ من التقنيات كالقياس الضوئي التفاضلي، والذي يقيس شدة سطوع الهدف المراد دراسته والنحوم المجاورة له في وقت واحد ، أو القياس الضوئي النسبي الذي يقارن بين شدة سطوع الهدف مع النحوم الأخرى ذات القدر الظاهري المعروف. ويسمى القياس الضوئي النسبي باستخدام عددٍ من مرشحات النطاق العالي بـ “القياس الضوئي المطلق”.
نحصل على المنحنى الضوئي عن طريق المخطط البياني للقدر الظاهري والزمن، والمنحنى الضوئي هو ما يمنحنا معلومات وافية عن العملية الفيزيائية المسببة للتغيرات في السطوع. وبإمكان أجهزة القياس فائقة الدقة قياس ضوء النجوم عند قدر ظاهري مقداره 0.001.
وبالإمكان استخدام تقنية القياس الضوئي السطحي، خاصة عند قياس ضوء الأجسام المتمددة (المتوسعة) كالكواكب والمذنبات والسدم والمجرات، حيث تقيس هذه التقنية القدر الظاهري على أساس قدر ظاهري واحد لكل مساحة زاوية واحدة. وبالتالي كل ما علينا معرفته هو منطقة الهدف المراد إجراء القياس عليه، ومتوسط كثافة الضوء عبر الجسم الفلكي، وعندها سنستطيع تحديد سطوع السطح على أساس قدر ظاهري لكل مساحة زاوية.

## طرق القياس
يستند القياس الضوئي الفلكي على استخدام مرشحات النطاق العالي القياسية المتخصصة لقياس أطوال موجات الأشعة فوق البنفسجية والطيف المرئي والأشعة تحت الحمراء للطيف الكهرومغناطيسي. وتدعى أي مجموعة من المرشحات ذات خصائص معروفة لإمرار الضوء بـ نظام قياس الضوء، وتسمح بذلك بإعطائنا خصائص معينة ومحددة عن النجوم والأجرام الفلكية الأخرى. وتُستخدم عادة مجموعة من الأنظمة المهمة، كنظام القياس الضوئي UBV  (أو نظام القياس الضوئي UBVRI الموسَّع ) أو نظام JHK للأشعة تحت الحمراء القريبة  أو نظام Strömgren للقياس الضوئي.
وتاريخياً، تم إجراء القياس الضوئي للأشعة تحت الحمراء القريبة من خلال الأشعة فوق البنفسجية ذات طول الموجة القصير عن طريق استخدام فوتوميتر كهرضوئي، وهي أداة تقيس كثافة الضوء لجسم ما بتوجيه الضوء المنبعث منه نحو خلية حساسة للضوء كالمضاعف الضوئي. واستبدلت هذه الأداة على نطاق واسع كي تحلّ محلها كاميرات CCD، والتي تستطيع تصوير عدد من الأجسام في آنٍ واحد، لكن استخدام الفوتوميتر الكهرضوئي لا زال ضرورياً في بعض المواقف [، تحديداً عندما يتطلب القياس دقة زمنية عالية.

## التطبيقات
هناك العديد من التطبيقات في علم الفلك والتي تستخدم أنظمة القياس الضوئي الفلكي. وبالإمكان دمج القياس الضوئي مع قانون التربيع العكسي لتحديد ضياء (سطوع) جسم ما إذا استطعنا حساب بعده ومسافته، أو إذا استطعنا معرفة مسافة سطوعه. أما الخصائص الفيزيائية الأخرى للأجسام، كدرجة حرارتها أو تركيبها الكيميائي، فيمكن تحديدها عن طريق قياس الطيف الضوئي ضيق أو واسع النطاق.
ويُستخدم القياس الضوئي الفلكي في دراسة تغيّرات الضوء للأجرام، كالنجم المتغير أو الكواكب الصغرى أو النوى المجرية النشطة أو المستعر الأعظم (سوبرنوفا) ، أو للكشف عن الكواكب خارج المجموعة الشمسية. وبالإمكان استخدام القياسات المستخلصة أيضاً، على سبيل المثال لا الحصر، في تحديد الدور المداري ونصف قطر أجزاءٍ من نظام النجوم الثنائية الكسفية، أو لتحديد فترة التناوب الخاصة بنجم أو كوكب صغيرين، أو لحساب الطاقة الكلية الخارجة عن السوبرنوفا.

## برامج الحاسوب
هناك عدد من برامج الحاسوب (أو الـ Software) المتاحة للقياس الضوئي ذي الفتحة الصنعية أو القياس الضوئي الذي يعتمد على إدخال دالة التوزيع النقطي.
من أكثر البرامج شيوعاً SExtractor  وAperture Photometry Tool ، وهما مثالان عن البرامج الشائعة للقياس الضوئي ذي الفتحة الصنعية. حيث يُجهّز الأول من أجل تخفيض البيانات الإحصائية المجرية هائلة الحجم، بينما يملك الثاني واجهة المستخدم الرسومية GUI والملائمة لدراسة الصور الفردية. وهناك برنامج آخر يدعى DAOPPHOT، والذي يُعد من أفضل برامج الحاسوب المخصصة للقياس الضوئي الذي يعتمد على دالة التوزع النقطي.

## منظمات
هناك عدد من المنظمات والهيئات، سواء كانت احترافية أو هاوية، تقوم بجمع بيانات عن القياس الفلكي ونشر هذه البيانات كي تكون متاحة على الإنترنت. وهناك بعض المنظمات التي تقوم بجمع البيانات بشكل أساسي لجعلها مصدراً متاحاً للباحثين الآخرين (على سبيل المثال، منظمة AAVSO)، بينما تقوم منظمات أخرى بجمع البيانات ومشاركتها كي تستفيد منها في أبحاثها (كمركز CBA مثلاً). ومن هذه الهيئات والمؤسسات:
- الجمعية الأميركية لمراقبي النجم المتغير، والتي تدعى اختصاراً AAVSO.[18]
- Astronomyonlin.org.[19]
- مركز هواة علم الفلك CBA [.[20]

## اقرأ أيضا
- طيف.
- قياس ضوئي.
- تأثير كهروضوئي.
- نسبة الكتلة إلى الضوء